# Léon Degrelle
Léon Joseph Marie Ignace Degrelle (Bouillon, 15 juni 1906 – Málaga, 31 maart 1994) was een Waals-Belgische politicus, die in 1936 de Belgische fascistische beweging Rex oprichtte. In de Tweede Wereldoorlog bracht hij het Waals Legioen van de Waffen-SS op de been, troepen die vochten aan het oostfront. In 1944 werd hij in België bij verstek ter dood veroordeeld. Hij leefde tot 1994 in eerst het Spanje van dictator Franco en na diens dood in 1975 in het democratische Spanje. Tot in 1958 ontkende de Spaanse regering dat hij daar verbleef. Toch kreeg hij officiële Spaanse identiteitsbewijzen, onder verschillende namen. Na adoptie door een bejaarde dame (in 1954) mocht hij haar familienaam gebruiken en werd hij Léon José Ruïz Reina.

## Levensloop
Degrelle werd geboren in een rooms-katholiek middenklassengezin als zoon van een bierbrouwer. Hij studeerde rechten in Namen en Leuven, maar haalde nooit een diploma en werkte voor de kleine katholieke uitgeverij Christus Rex, die onder andere het blad Rex uitgaf. In 1934 richtte hij zijn eigen uitgeverij Les Éditions de Rex op. Sinds 1934 streefde Degrelle naar een reorganisatie van de Katholieke Partij tot een militanter katholicisme met vooral vele nationalistische trekken. Teleurgesteld over het uitblijven van hervormingen en na een mislukte poging om tijdens een vergadering van de nationale partijleiders te Kortrijk leider van de Katholieke Partij te worden, stapte hij begin 1935 uit deze partij.

## Rex en het rexisme
Vervolgens richtte hij in 1936 met geestverwanten de autoritaire en naar het fascisme neigende beweging Rex op. De naam was geïnspireerd op het blad Rex van de gelijknamige uitgeverij. Rex ageerde tegen de invloed van de grote bedrijven op de politiek, maar ook tegen het partijenstelsel en de corruptie. Hij dweepte openlijk met het fascisme in Italië en beschouwde de Italiaanse dictator Benito Mussolini als zijn grote voorbeeld.
Aanvankelijk was Rex zeer populair onder Waalse katholieke studenten. Nog in 1936 kwam Rex onder de slogan Groote Kuisch op bij de verkiezingen en behaalde 21 Kamerzetels en 12 Senaatszetels bij de verkiezingen. In Vlaanderen kwam Rex op onder de naam Rex-Vlaanderen en behaalde 72.000 stemmen (7%), voornamelijk bij rechts-conservatieve Franstaligen die de vernederlandsing van Vlaanderen niet verteerden. Door die score gaf Degrelle aan Rex een federale structuur.
Degrelle begon geheime besprekingen met het Vlaamsch Nationaal Verbond om een samenwerking te sluiten. In het akkoord dat hieruit voortvloeide verklaarde hij onder meer bereid te zijn om te ijveren voor een gefederaliseerd België en een vernederlandsing van Brussel. Degrelle beschouwde dit akkoord als een hergroepering van alle rechtse krachten die Rex na een aanhoudende politieke crisis aan de macht zou brengen, maar het akkoord met het VNV leidde tot hevige weerstand van een groot deel van zijn achterban.
De door Degrelle uitgelokte tussentijdse verkiezingen van 1937 liepen uit op een nederlaag. Alle andere partijen - op het VNV na - schoven Paul van Zeeland naar voor als kandidaat. Deze verwierf 76% van de stemmen, Degrelle zelf slechts 19%. Tijdens deze verkiezingen hekelden tegenstanders van Degrelle zijn akkoord met het VNV, dat hij na zijn verkiezingsnederlaag opzegde. Interne strubbelingen binnen de partij deden de achterban van Rex uiteenvallen. Hierdoor behaalde Rex in 1939 een zware verkiezingsnederlaag: de partij behield nog maar vier zetels in de Kamer der Volksvertegenwoordigers en 1 zetel in de Senaat. Als politieke macht was Rex toen definitief verslagen. Desondanks werd Degrelle bij deze verkiezingen voor het arrondissement Brussel verkozen tot lid van de Kamer, wat hij bleef tot in 1946.
Rex-Vlaanderen ging op 15 oktober 1940 op in de Eenheidsbeweging-VNV.

## Collaboratie

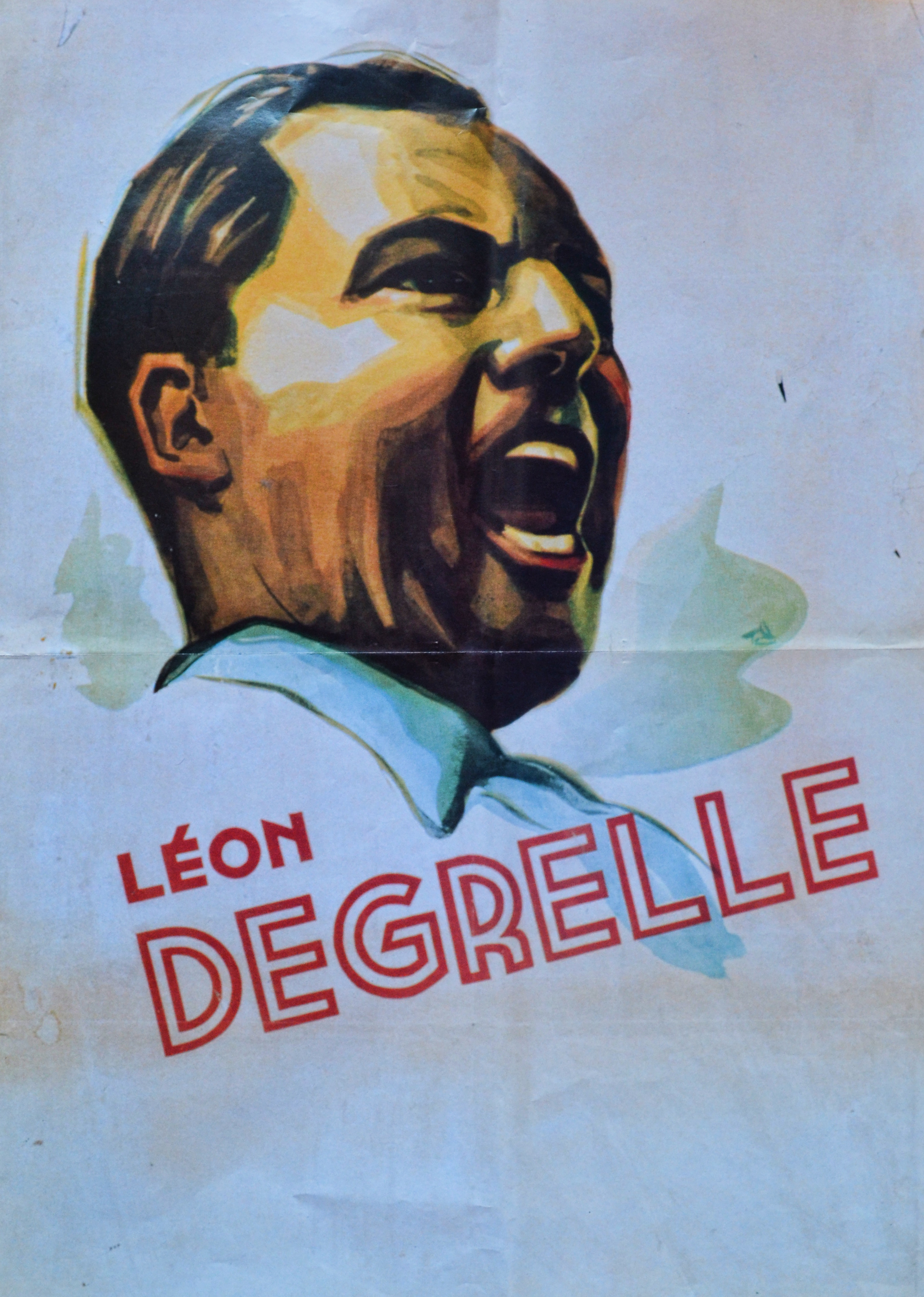
Propaganda van de Waffen-SS, SS-Division blindée "Wallonie". SS-Division blindee "Wallonie" leider Leon Degrelle

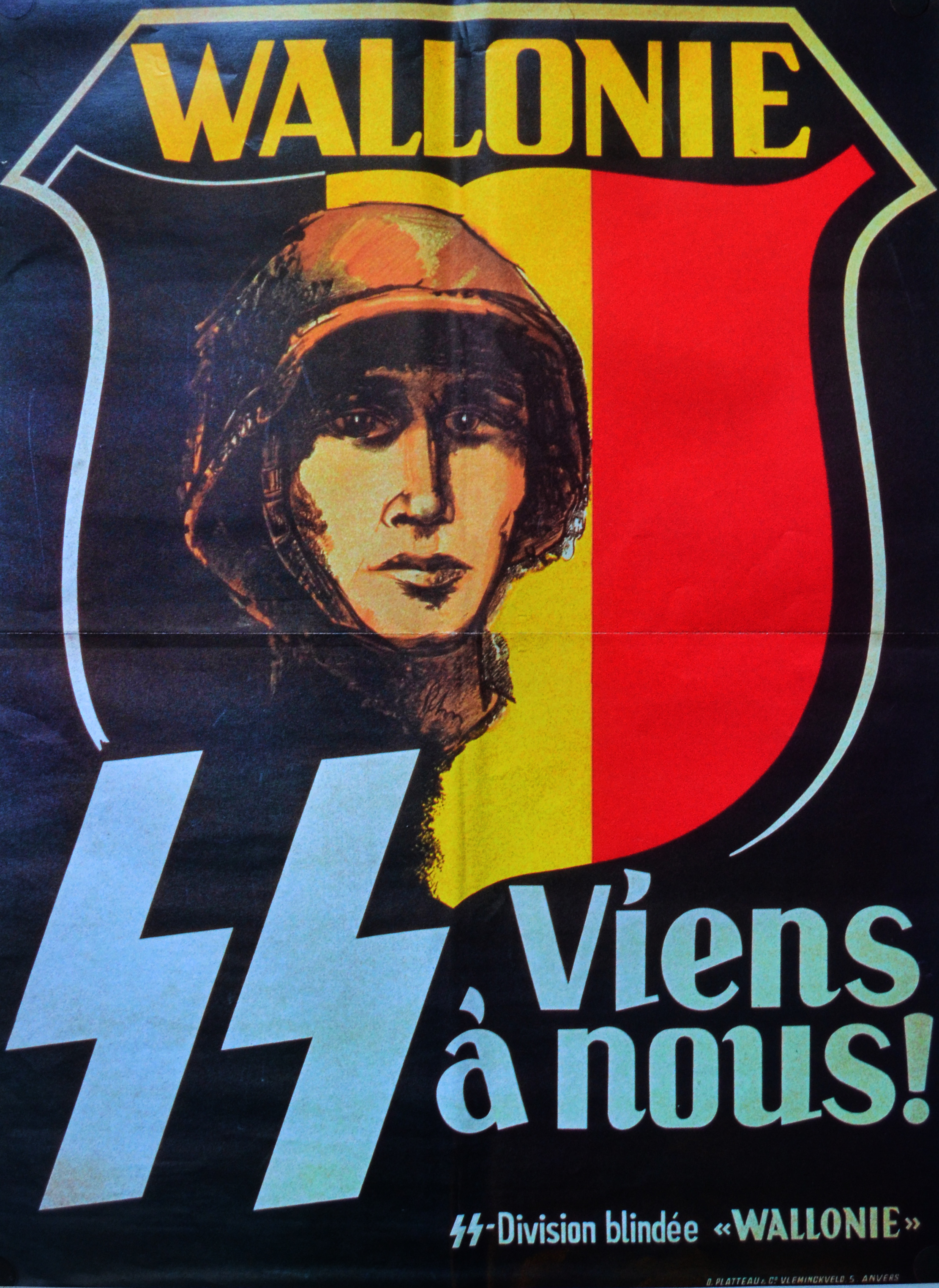
Propaganda van de Waffen-SS. SS-Division blindée "Wallonie"

Van 29 april tot 3 mei 1933 bezocht Degrelle Berlijn, drie maanden na de machtsovername door Hitler. Op 27 juli 1936 bezocht hij Benito Mussolini. Tussen augustus 1936 en mei 1937 ontving Rex een maandelijkse toelage van 250.000 lire. Op 26 september 1936 ontmoette Degrelle Adolf Hitler in persoon en ontving hij 100.000 rijksmark.
Na de Duitse inval van 10 mei 1940 besloot de Belgische regering om de als staatsgevaarlijk beschouwde Degrelle te deporteren naar Frankrijk. Op 18 juli kwam hij vrij en op 30 juli 1940 keerde hij naar België terug. Op 25 augustus 1940 verscheen met toestemming van de Duitse bezetter zijn dagblad Le Pays Réel opnieuw. Het katholieke element verdween snel uit de partij en werd vervangen door meer en meer kritiek op de Kerk, die de nieuwe orde niet zou ondersteunen, maar vooral door racistische theorieën en een openlijke verbintenis met nationaalsocialisme en daaraan verbonden principes.
Het militaire bestuur in België wilde dat Degrelle enkel in Wallonië actief bleef en behield Brussel en Vlaanderen voor het VNV, dat later opzij geschoven werd voor DeVlag.
Op 5 januari 1941 beklemtoonde Degrelle op een bijeenkomst "de ideologische gemeenschap van het rexisme en het nationaalsocialisme" en verheerlijkte hij Adolf Hitler als "de meest buitengewone man van onze tijd...dit genie... Heil Hitler!". Hierdoor besloot de Belgische regering in ballingschap om na de oorlog lidmaatschap van Rex strafbaar te stellen met ingang van januari 1941. In juli 1941 wees de Führer het verzoek van Degrelle om hem dienst te laten nemen bij de Waffen-SS of het Duitse leger af.
Na de Duitse inval in de Sovjet-Unie, de zogeheten Operatie Barbarossa, keerde de wind echter voor het Derde Rijk en kreeg Degrelle de toestemming om het Légion Wallonie op te richten, dat als onderdeel van de Duitse Wehrmacht aan het oostfront streed. Op 8 augustus 1941 vertrok Degrelle zelf als gewone soldaat naar het oostfront. Degrelle werd bevorderd tot Leutnant (tweede luitenant) en onderscheiden met het IJzeren Kruis 1939.
Vanaf 17 januari 1943 lag volgens Degrelle de toekomst van Wallonië in het Groot-Germaanse Rijk. Hiermee steeg hij in achting bij Adolf Hitler, die tijdens een bezoek van Degrelle in augustus 1944 te Berlijn hem volgens Degrelle zou hebben gezegd: "Als ik een zoon had, dan zou ik willen dat hij was zoals u." Voor deze vermeende uitspraak van Hitler is echter geen enkel onafhankelijk bewijs voorhanden.
Vanaf 1 juni 1943 werd het Waals Legioen onder de Waffen-SS geplaatst.
In de zomer van 1943 werd Degrelle door de Rooms-Katholieke Kerk van België geëxcommuniceerd, nadat hij bij een Requiemmis voor een overleden vriend aanwezig was geweest in vol SS-uniform. In 1940 had de Belgische bisschoppenconferentie het dragen van uniformen in de kerk uitdrukkelijk verboden. Toen Degrelle door de deken op zijn uniform werd aangesproken en fel terecht werd gewezen, verloor Degrelle zijn zelfbeheersing en sloeg de priester hard neer. Hierbij liep hij naar opvatting van het kerkelijk recht automatisch de excommunicatie op.

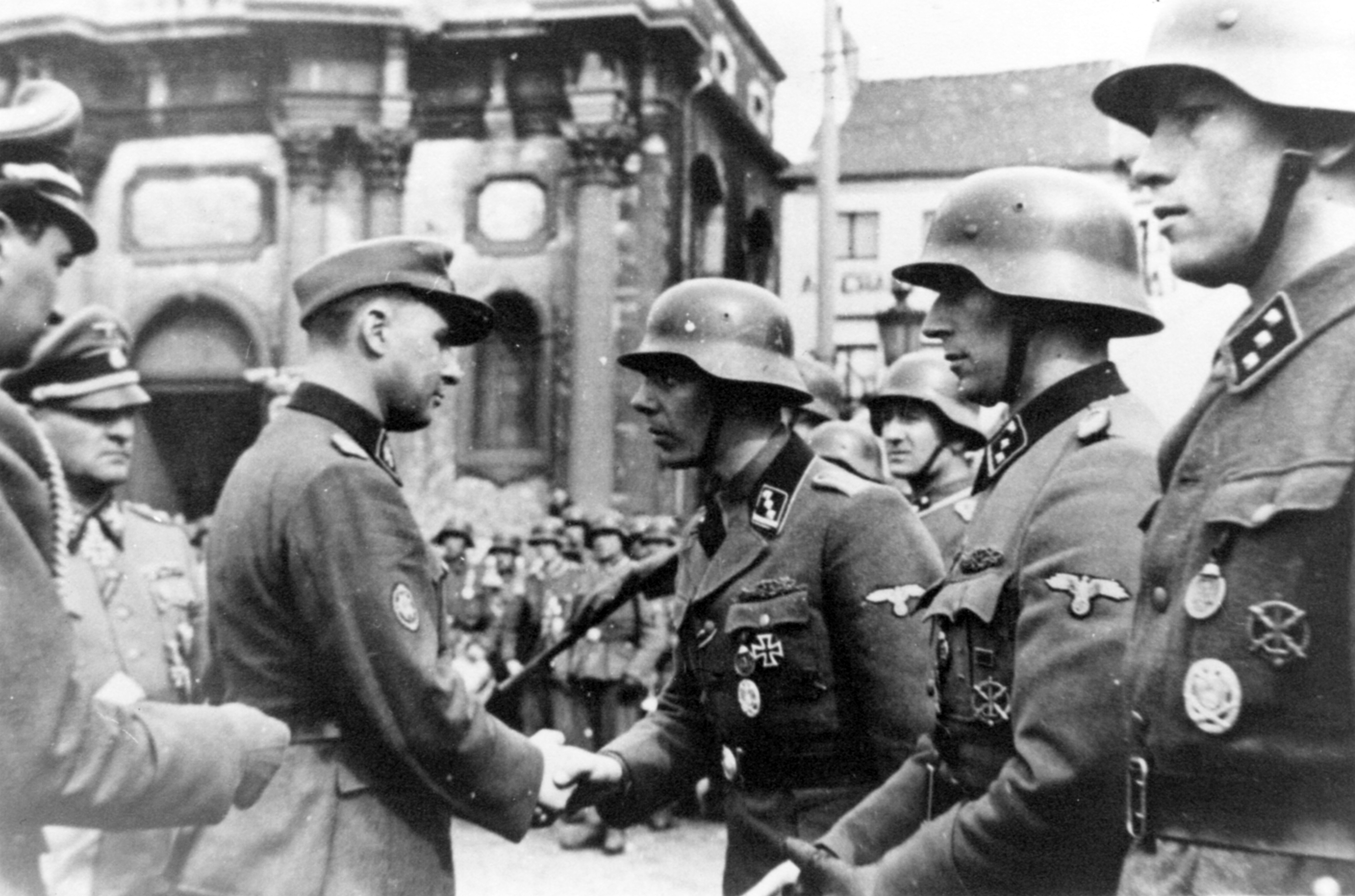
Léon Degrelle in Charleroi op 1 april 1944

Op 30 januari 1944 werd Degrelle tot SS-Hauptsturmführer (kapitein) bevorderd.
Zijn betrekkelijk apolitieke broer, Édouard Degrelle, werd op 10 juli 1944 tijdens een bezoek aan een drogisterij door het verzet vermoord door meerdere schoten in hoofd en borst, in het bijzijn van zijn kleine kinderen en vele omstanders.
De aalmoezenier van de Légion Wallonie had voor een mogelijk dodelijke frontinzet met verlof in de biecht de vroegere excommunicatiestraf vergeven aan Degrelle. In 1944 raakt Degrelle zeer zwaargewond aan het oostfront bij Tsjerkasy in Oekraïne.
Degrelle kreeg het Ritterkreuz des Eisernen Kreuzes (Ridderkruis van het IJzeren Kruis) uit handen van Adolf Hitler en werd tegelijkertijd bevorderd tot SS-Obersturmbannführer (luitenant-kolonel).
Einde januari 1945 werd de frontlijn van 15 december weer bereikt en trokken de laatste Duitse troepen zich definitief terug uit België na het mislukte Ardennenoffensief,  op 30 maart 1945 werd Rex als politieke beweging officieel ontbonden.
Gedurende de oorlog heeft Degrelle zich - ondanks de theoretische gelijkschakeling met de NSDAP en de rassenideologie - in zijn persoonlijke praktijk en gedrag nooit werkelijk bediend van racisme tegenover de bezette volkeren, wel van samenzweringstheorieën en generaliserende opmerkingen tegen "joodse invloeden". Aan het oostfront is door Spanjaarden van de Blauwe Divisie en Degrelle zelf bevestigd dat de Rex-leider voor de gewone Russische en Oekraïense boeren en burgers sympathieën had, wat door de radicaal-racistische Duitse SS-leiding niet altijd gewaardeerd werd. Zo zou Degrelle te veel "verbroedering" hebben gezocht met de Slavische Oekraïners en daarbij orthodoxe en Grieks-katholieke kerkdiensten hebben bezocht.
In maart 1945 vocht Degrelle met zijn Sturmbrigade in Pommeren tegen het Rode Leger, waarbij zijn eenheid fel verzet bood en zo Duitse vluchtelingen uit Oost-Pruisen, Danzig en de provincie Pommeren zelf de mogelijkheid gaf te worden geëvacueerd door de Kriegsmarine. Na harde gevechten nabij Stettin en in Mecklenburg viel de Waalse eenheid echter rond 30 april nabij Lübeck uiteen.
Degrelle werd in 1945 door SS-leider Himmler bevorderd tot SS-Brigadeführer, maar ontving de bevordering nooit persoonlijk, omdat Himmler op dat moment al door Hitler uit de SS was gezet.

## Na de Tweede Wereldoorlog
Na het uiteenvallen van de Waalse eenheid nabij Lübeck, wist hij op 8 mei 1945 via Noorwegen, dat nog in handen van de Duitse krijgsmacht was, met een Heinkel-111 van het Duitse leger naar het Spanje van generaal Franco te vluchten, waar hij gedurende een halve eeuw gastvrijheid genoot. De vlucht eindigde door brandstoftekort in zee nabij het strand van San Sebastián. Hij herstelde van zijn ernstige verwondingen en werd gesteund door de Falange in Spanje, die hem in 1954 een nieuwe Spaanse identiteit gaf: José León Ramírez Reina. Ondertussen werd hij, op 27 december 1944, door het Belgische gerecht bij verstek ter dood veroordeeld. In 1964 werd het recht tot uitvoering van de doodstraf met tien jaar verlengd. Ondanks deze maatregelen gaan er geruchten dat Degrelle het waagde België met grote regelmaat te bezoeken. In 1974 verjaarde zijn doodstraf na 30 jaar.

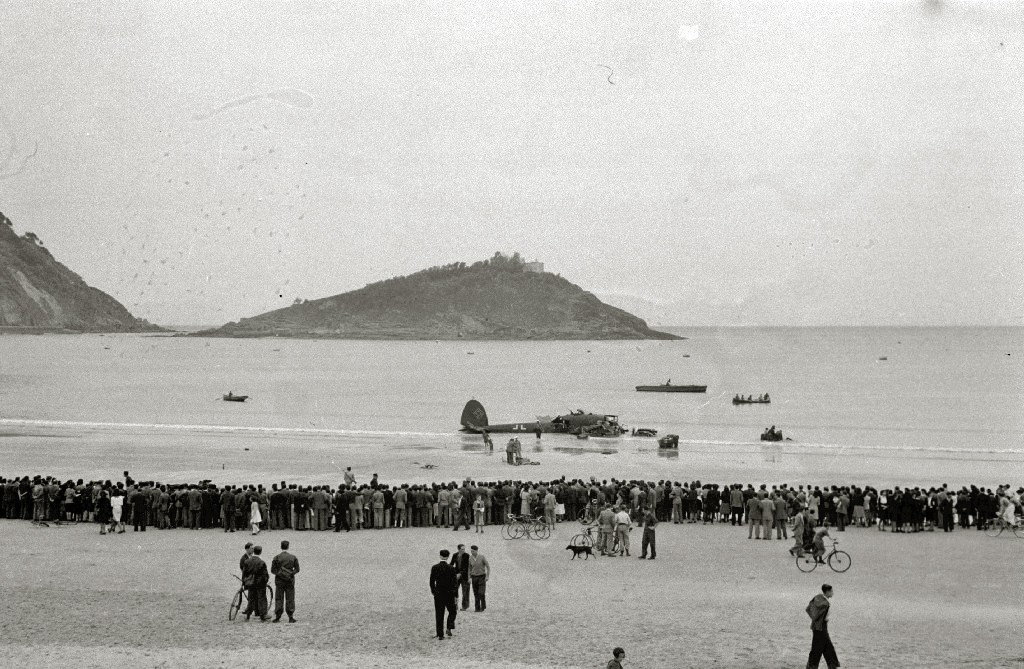
Noodlanding op het strand van La Concha, San Sebastian (Spanje) in mei 1945.

In 1979 schreef hij een openbare brief aan de paus waarin hij de Holocaust als een Joods verzinsel en complot omschreef. Volgens Degrelle waren de Holocaust en het cijfer van zes miljoen Joodse slachtoffers "één grote leugen, Heilige Vader". Het Vaticaan stelde zich negatief op jegens Degrelles beweringen in diens brieven. Voor de uitspraak waarin hij de Holocaust ontkent, werd Degrelle in 1986 gerechtelijk vervolgd door een Joodse vrouw die haar familie had verloren in de oorlog. Hij werd tot een hoge geldboete veroordeeld die aan de Joodse vrouw en Joodse lobbyorganisaties overgemaakt diende te worden.
In 1981 werd hij uitgebreid geïnterviewd door Maurice De Wilde voor de reeks De Nieuwe Orde, uitgezonden op de BRT in 1982. Hierin deed de lang genegeerde figuur weer heel wat stof opwaaien.
Op 11 juli 1992 had Degrelle een onderhoud met Koen Dillen, later Europarlementariër voor het Vlaams Belang, aan wie hij een gesigneerde foto van zichzelf met Adolf Hitler gaf.
Degrelle stierf in 1994 aan een hartstilstand in een hospitaal in Málaga.

## Trivia
- Op 11 november 2009 werd op het European Film Festival te Sevilla een documentaire over het leven van Degrelle vertoond. Deze film is een productie van Imago Productions met als titel Don Juan de la Carlina, het verborgen gezicht van Leon Degrelle en steunt op bronnenonderzoek verricht door de Franse historicus Korentin Denis.
- Het koninklijk besluit van 18 april 1994 verbiedt het stoffelijk overschot van Degrelle over te brengen naar Belgisch grondgebied.

## Carrière
Degrelle bekleedde verschillende rangen in zowel de Heer als Waffen-SS. De volgende tabel laat zien dat de bevorderingen niet synchroon liepen.
| Datum                          | Heer                     | Waffen-SS                                        |
| ------------------------------ | ------------------------ | ------------------------------------------------ |
| 8 augustus 1941                | Freiwilliger/Schutze     | —                                                |
| 12 februari 1942               | Gefreiter                | —                                                |
| 28 februari 1942               | Oberfeldwebel            | —                                                |
| 1 mei 1942                     | Leutnant der Reserve     | —                                                |
| 15 mei 1943                    | Oberleutnant der Reserve | —                                                |
| 1 juni 1943                    | —                        | SS-Obersturmführer der Reserve der Waffen-SS     |
| 30 januari 1944                | —                        | SS-Hauptsturmführer der Reserve der Waffen-SS    |
| 20 april 1944                  | —                        | SS-Sturmbannführer der Reserve der Waffen-SS     |
| 1 januari 1945                 | —                        | SS-Obersturmbannführer der Reserve Waffen-SS     |
| 2 januari 1945 - 20 april 1945 | —                        | SS-Standartenführer der Reserve der Waffen-SS    |
| 2 mei 1945                     | —                        | SS-Brigadeführer en Generalmajor in de Waffen-SS |

- Op 2 mei 1945 werd Degrelle direct bevorderd door Heinrich Himmler, een aantekening in zijn Soldbuch, schijnt echt te zijn, maar deze bevordering kan niet als officieel beschouwd worden, Himmler was ontdaan van al zijn SS- en partijfuncties door de Führer, bevolen op 28 april 1945[4][15].

## Decoraties
- Ridderkruis van het IJzeren Kruis op 20 februari 1944 als SS-Hauptsturmfuhrer der Reserve en Commandant van de SS-Sturmbrigade "Wallonien" / 8e Leger / Heeresgruppe Süd, Oostfront[14][16][17][1]
- Ridderkruis van het IJzeren Kruis met Eikenloof persoonlijk gekregen door Hitler op 27 augustus 1944 als SS-Sturmbannführer der Reserve en Kdr. 5.SS-Freiwilligen-Panzer-Brigade "Wallonien" / Kampfgruppe Wagner / Armee-Abteilung Narwa / Heeresgruppe Nord, Noord-oostelijkfront[11][14][16][17][1]
- Nahkampfspange in goud (14 september 1944[4][16][17]), zilver (19 maart 1944[4][17][1]) en brons (30 november 1943[4][17][18])
- IJzeren Kruis 1939, 1e Klasse (21 mei 1942[1][4][17]) en 2e Klasse (3 maart 1942[1][14][4][17])
- Duitse Kruis in goud op 9 oktober 1944 a]s SS-Sturmbannführer der Reserve en Commandant van de 5.SS-Freiwilligen-Sturmbrigade "Wallonien" / 5.SS-Panzer-Division "Wiking" / III.(germanische) SS-Panzer-Korps / Armee-Abteilung Grasser / Heeresgruppe Nord, Noord-oostfront[14][17][4][19]
- Gewondeninsigne 1939 in goud (19 maart 1944[17][5]), zilver (23 december 1943[1] - 20 februari 1944[17]) en zwart (23 maart 1942[17][1])
- Infanterie-Sturmabzeichen in zilver op 24 augustus 1942[17][4]
- Medaille Winterschlacht im Osten 1941/42 op 15 augustus 1942[17][4][1]
- Hij werd eenmaal genoemd in het Wehrmachtsbericht. Namelijk op: 22 augustus 1944[20][4]